# Білківська сільська територіальна громада
Білківська сільська громада — об'єднана територіальна громада в Україні, в Хустському районі Закарпатської області. Адміністративний центр — село Білки. 

Площа становить 149,2 км². Населення - 20650 ос. (2020р.).
Утворена 12 червня 2020 року шляхом об'єднання Білківської, Великораковецької, Імстичівської, Луківської і Малораковецької сільських рад Іршавського району.

## Населені пункти
У складі громади 6 сіл:
- Білки
- Великий Раковець
- Заболотне
- Імстичово
- Луково
- Малий Раковець